# Ol Pejeta

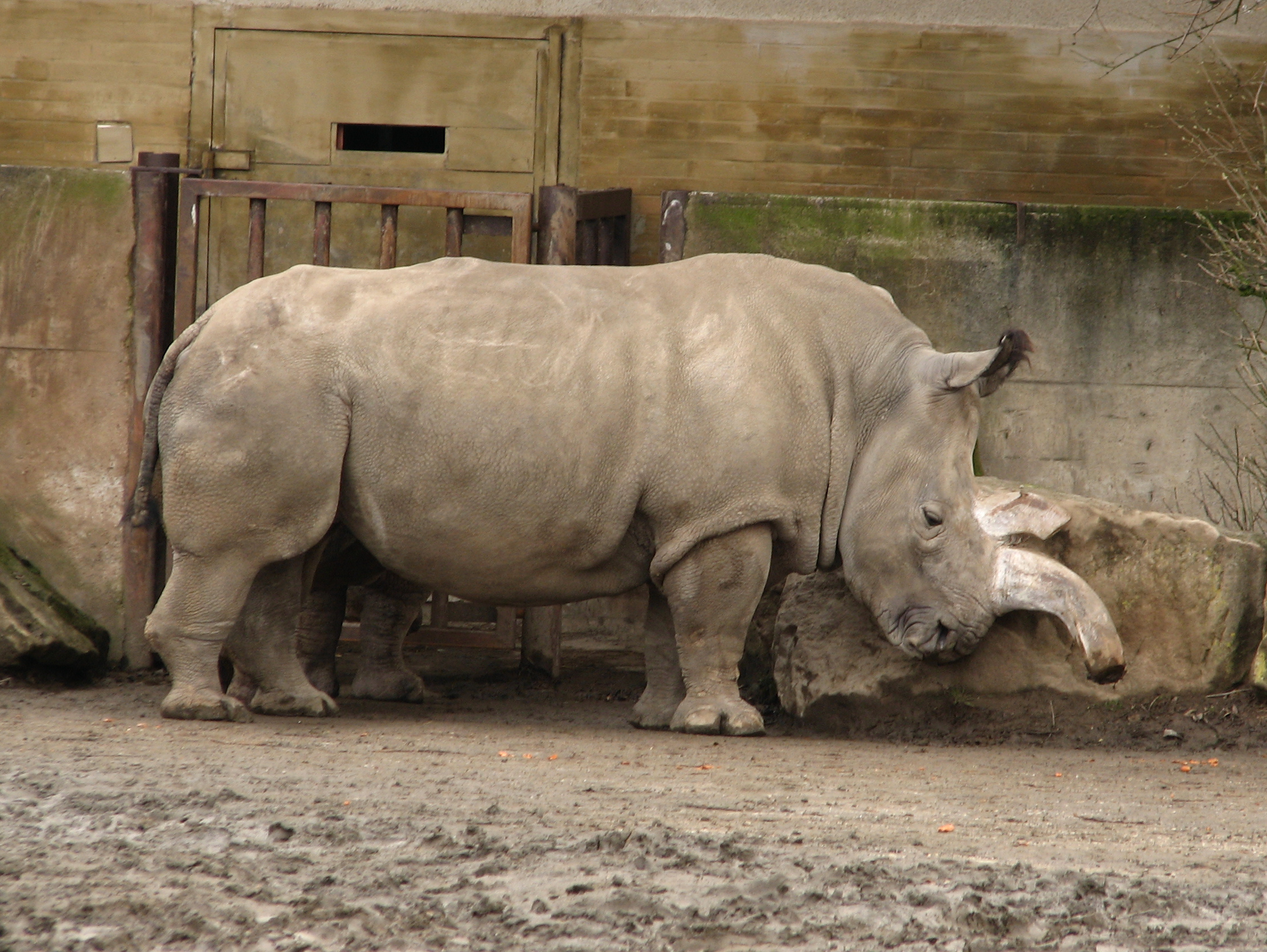
Nosorožec tuponosý severní (Ceratotherium simum cottoni) v ZOO ve Dvoře Králové

Ol Pejeta (anglicky Ol Pejeta Conservancy či Ol Pejeta Bush Camp) je název soukromé rezervace nacházející se v centrální Keni na úpatí hory Mount Kenya. Součástí rezervace je útulek pro šimpanzy Sweetwaters Game Reserve, přímo rezervací prochází rovník.
V lokalitě Ol Pejeta zavedl na počátku 40. let 20. století Hugh Cholmondeley, 3rd Baron Delamere chov dobytka, na základě čehož v roce 1949 vybudoval ranč. V roce 1988 vznikla soukromá rezervace, pojmenovaná Sweetwaters. V roce 2004 koupila půdu a ranč v Ol Pejeta společnost Fauna and Flora International se sídlem v Cambridgi.  Dřívější rezervace Sweetwaters byla pojmenována Ol Pejeta a stala se součástí soukromé ochranné organizace Ol Pejeta Conservancy. Jedná se o nevládní neziskovou organizaci chránící velká zvířata Afriky (zejména pak šimpanze učenlivého (Pan troglodytes). Spolu s těmito zvířaty se v rezervaci nachází i skot plemene Boran (vznikl křížením plemen Simentál a Charolais).
Koncem roku 2009 byli do Ol Pejety dopraveni také 4 z 8 tehdy žijících nosorožců tuponosých severních (Ceratotherium simum cottoni) ze Zoo ve Dvoře Králové. Došlo k poslednímu pokusu o záchranu tohoto poddruhu přirozenou reprodukcí, ale po uhynutí posledního samce zůstaly už jen dvě poslední samice. V Ol Pejetě žijí ještě nosorožci tuponosí jižní (Ceratotherium simum simum) a větší množství nosorožců dvourohých (Diceros bicornis). Na hřbitově nosorožců je i pomník Sudána, posledního samce druhu nosorožec tuponosý severní, který zde musel být v roce 2018 utracen.
Je naděje, že se k vyhynutí odsouzený druhy podaří zachránit, vědci i nevylučují nález dalšího živého exempláře.